# براندلامورن
براندلامورن (به لاتین: Brandlammhorn) یک کوه در سوئیس است که در کانتون برن واقع شده‌است. براندلامورن ۳٬۱۰۸ متر بالاتر از سطح دریا واقع شده‌است.